# Rotonda di San Lorenzo

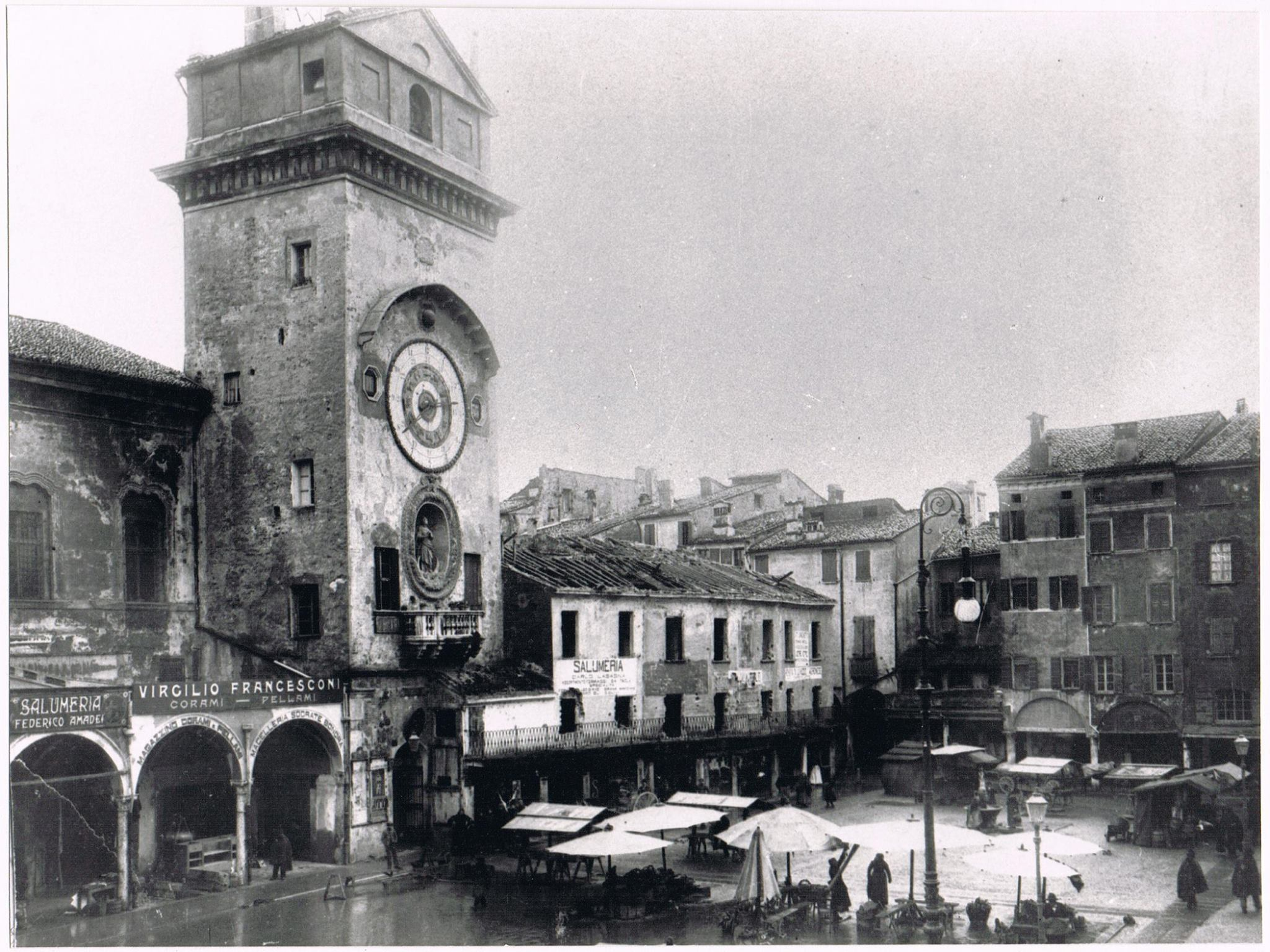
Piazza delle Erbe prima della rimozione delle case che coprivano la Rotonda di San Lorenzo

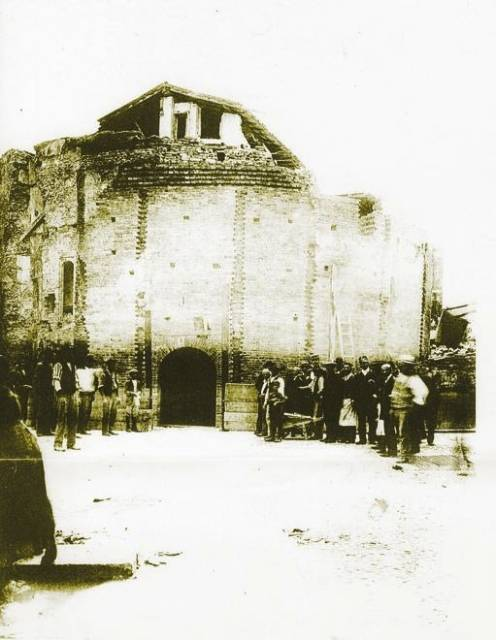
Rotonda di San Lorenzo dopo la scoperta e prima del restauro

La rotonda di San Lorenzo è uno degli edifici religiosi più antichi di Mantova (fu eretta nell'XI secolo) e ubicata in piazza delle Erbe.

## Storia
L'anno 1083, anche se scritto sull'intonaco del XV secolo, potrebbe essere l'anno d'edificazione, o comunque della fine di un intervento che alcuni vogliono essere iniziato nel 1078.
La tradizione la vuole edificata nel 1082, per desiderio di Matilde di Canossa, come evocazione della Anastasis (Resurrezione) di Gerusalemme, la rotonda costruita attorno al Santo Sepolcro, quindi idealmente collegabile alla reliquia del Sangue di Cristo ritrovato secoli prima a Mantova e ora conservato nella vicina cripta della basilica di Sant'Andrea.
In realtà, la struttura monoptero-periptera ed il suo posizionamento ad un livello inferiore di circa 150 cm da quello della adiacente piazza Erbe, oltre all'esistenza di due colonne e altri particolari costruttivi in pietra, suggeriscono che la chiesa fu realizzata recuperando o ricostruendo un precedente edificio romano, databile al IV secolo, probabilmente un tempio o una tomba tholos.

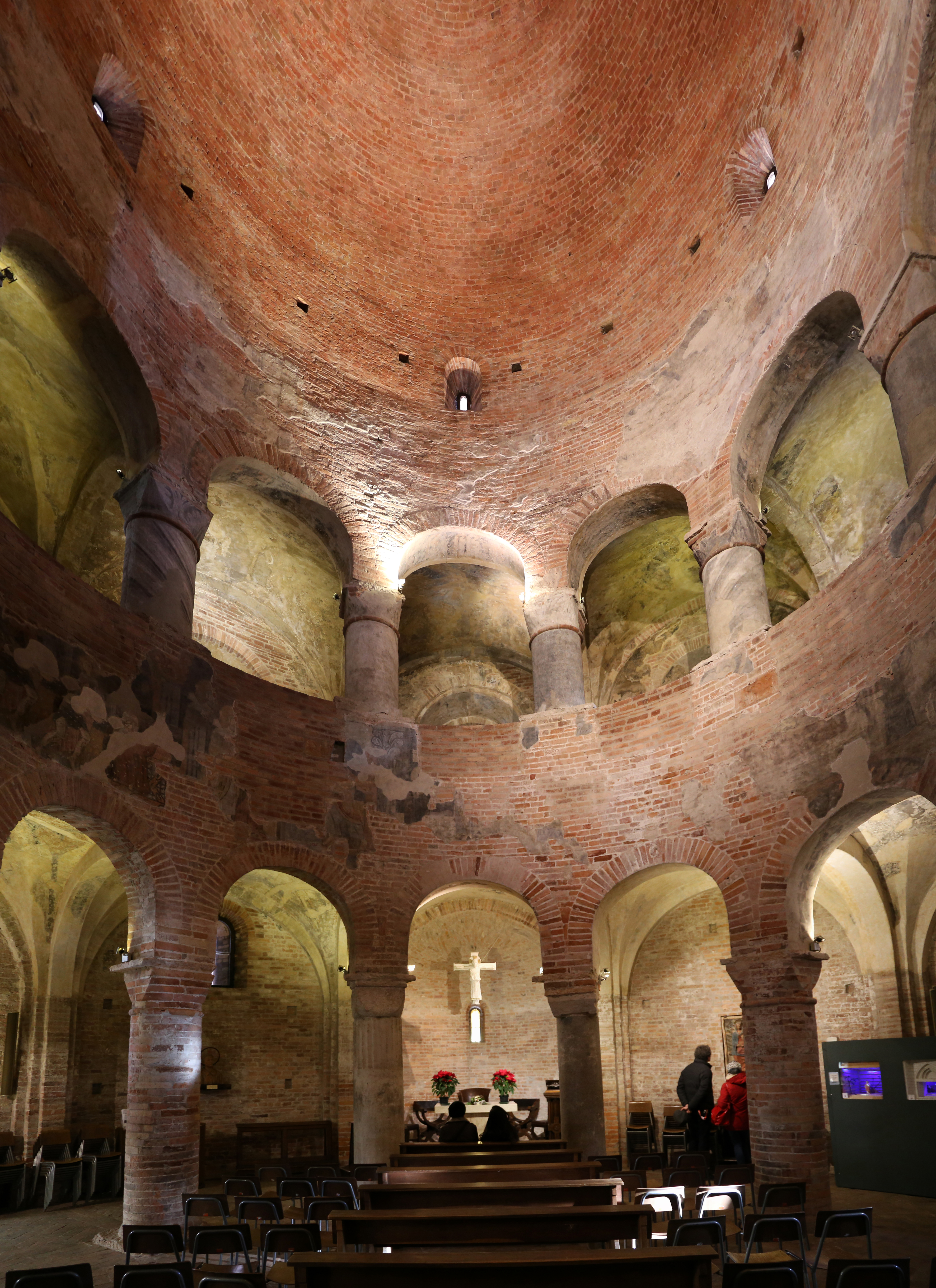
L'interno

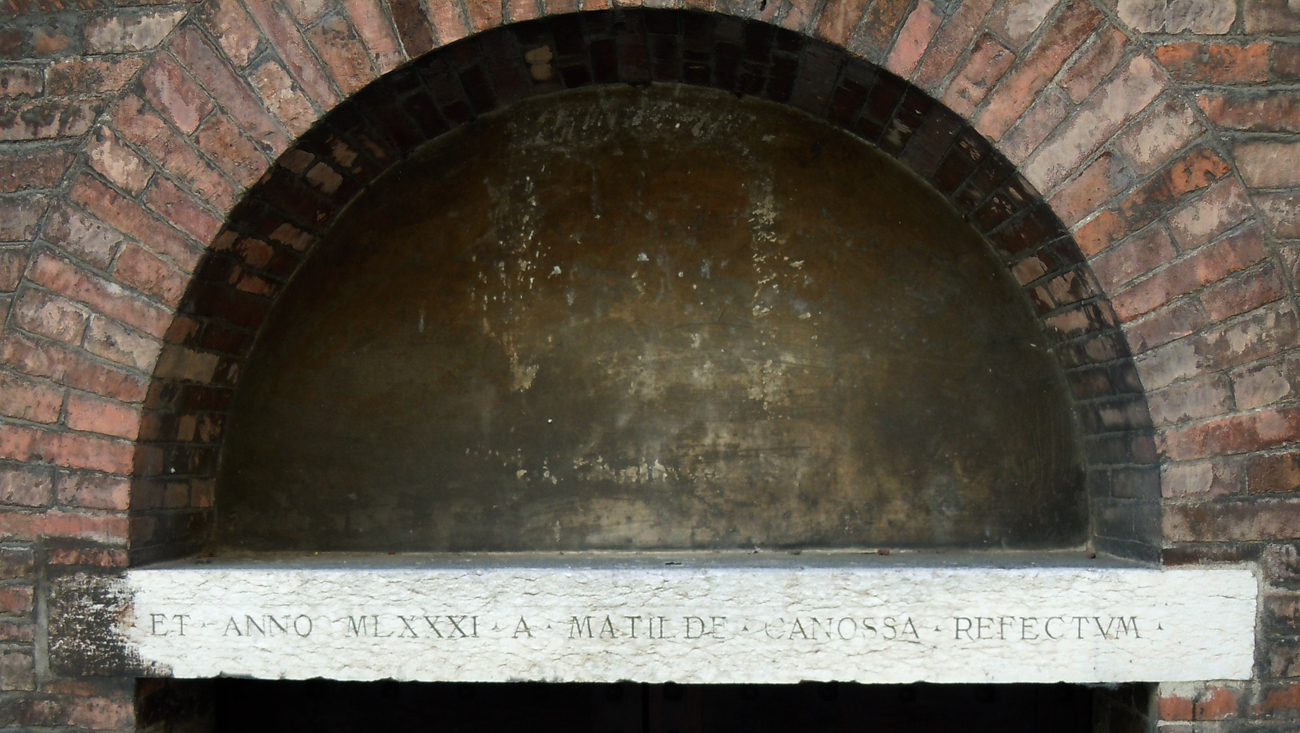
Iscrizione riferita a Matilde di Canossa sulla Rotonda di San Lorenzo

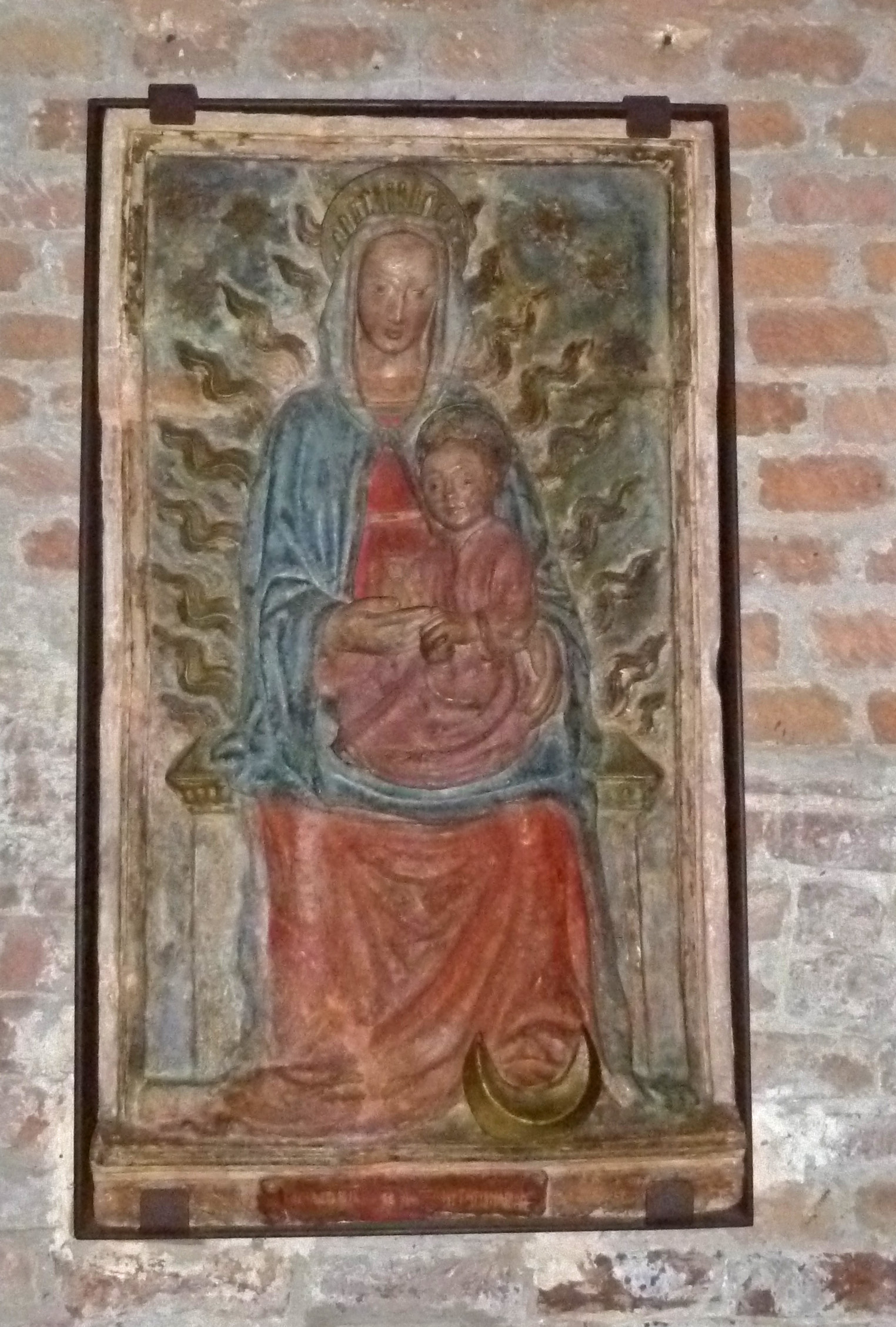
Elia della Marra, Madonna col Bambino, terracotta policroma.

Nel corso dei secoli l'edificio subì trasformazioni radicali; un suo progetto di trasformazione di Leon Battista Alberti (così come un altro di Giulio Romano) non ebbe seguito, fino alla sua definitiva sconsacrazione. Il tempio fu chiuso al culto nel 1579 su disposizione del duca Guglielmo Gonzaga.
Sconsacrata, la rotonda decadde abbastanza rapidamente: divenne prima un magazzino e poi, una volta scoperchiata, un cortile circolare ad uso privato sul confine del popoloso quartiere del ghetto ebraico mantovano.
Nel 1908 l'edificio fu espropriato e ne fu autorizzata la demolizione. Durante i lavori la Rotonda "riemerse" quasi integralmente: la chiesa fu liberata dalle sovrastrutture e dagli edifici che ne occludevano completamente la vista (la rotonda di San Lorenzo non è infatti visibile nelle vecchie foto della piazza). Dopo la ricostruzione della cupola (ispirata a quella della rotonda di San Tomè di Almenno San Bartolomeo), attorno al 1911, fu riconsacrata e riaperta al culto nel 1926 e consegnata alla Fraternita Domenicana che si assunse l'onere del suo restauro, della sua conservazione e della sua apertura al pubblico. La scalinata che consente di accedere alla chiesa fu costruita nel marzo 1939 e inaugurata il 21 aprile 1940, subendo nei decenni successivi marginali rimaneggiamenti come, ad esempio, adeguamenti alle norme di sicurezza vigenti.

## Descrizione
La chiesa, un esempio di arte romanica, è articolata su una pianta centrale, completata da un'abside semicircolare, ed è caratterizzata da una galleria superiore che conserva lacerti di affreschi dei secoli XI-XII (tra cui i resti di una figura con aureola e cinque angeli) che rappresentano un raro esempio di pittura romanico-lombarda, di chiara scuola bizantina. Al XIV secolo è invece databile il San Lorenzo dipinto nell'abside, attribuita a un pittore veronese. Più recenti sono invece i resti di affresco nella fascia che separa tra la galleria superiore e la galleria inferiore. 
Le dieci semicolonne che decorano l'esterno eguagliano il numero di colonne che, all'interno, dividono la navata da un deambulatorio con volte a crociera. Di queste colonne interne, le due della zona dell'abside sono in marmo, mentre le altre sono in cotto. Dieci sono anche le colonne delle aperture che consentono alla galleria superiore di affacciarsi sulla navata. Una delle colonne dell'abside è di epoca romana, mentre al IX secolo risalirebbero alcune delle lesene in malta che ornano i matronei. Dieci erano anche le colonne raffigurate nel ciclo di affreschi che un tempo decorava la fascia di separazione tra le due galleria.